# Toplinska vodljivost
Toplinska vodljivost ili toplinska provodnost (oznaka: λ) je fizikalna veličina koja opisuje kako toplina prolazi kroz tvari. Ovisi o vrsti, strukturi, gustoći, vlažnosti i temperaturi tvari i određuje se pokusima (eksperimentalno):
{\displaystyle \lambda ={\frac {Q\cdot l}{S\cdot t\cdot \Delta T}}}
gdje je: Q - toplina, l - duljina vodiča, S - ploština presjeka toplinskoga vodiča okomita na smjer širenja topline, t - vrijeme vođenja topline, a ΔT - razlika temperatura na krajevima toplinskoga vodiča. Ako je toplinska provodnost malena, tvar je toplinski izolator, ako je velika, tvar je toplinski vodič. Mjerna je jedinica toplinske provodnosti vat po kelvinu i metru (W/mK).
Toplinska vodljivost tvari jednaka je količini topline koju provodi kroz jedinicu površine, u jedinici vremena, pri standardnim uvjetima, a da se pritom vrijednost temperature smanji za jedan stupanj (1 K) na jedinici puta u smjeru strujanja topline. Ovisi o svojstvima tvari koja provodi toplinu. Jedinica za toplinsku vodljivost je W/mK.
Prijenos topline između tijela različitih temperatura vrši se na tri osnovna načina.
- izmjena topline konvekcijom;
- izmjena topline provođenjem;
- izmjena topline toplinskim zračenjem.

Izmjena topline konvekcijom vrši se sudarom, odnosno međusobnim djelovanjem molekula različite prosječne brzine, pri čemu se kinetička energija molekula veće prosječne brzine, zbog sudara s molekulama manje prosječne brzine jednim dijelom pretvara u toplinsku energiju. Kod povezanih, ali ustitranih molekula krutih tijela i kod električnih izolatora provođenje topline vrši se longitudinalnim titrajima atoma, a kod električnih vodiča ono se vrši gibanjem elektrona. Takav intermolekularni način prijelaza topline zovemo provođenjem topline ili kondukcija topline. Ono ovisi o fizikalnim svojstvima dotičnog tijela.

## Koeficijent toplinske vodljivostik
Zakon toplinske kondukcije, poznat i kao Fourierov zakon, iskazuje da je vremenska učestalost (tj. brzina) prijenosa topline kroz materijal proporcionalna negativnom gradijentu temperature, te površini pod pravim kutovima, na taj gradijent, kroz koju toplina protječe:
{\displaystyle {\frac {\partial Q}{\partial t}}=-k\oint _{S}{\nabla T\cdot \,dS}}
gdje je:
Q - količina prenesene topline (J/s = W),,
t - proteklo vrijeme (s),
k - koeficijent toplinske vodljivosti (W/mK) (ovaj faktor se obično mijenja s temperaturom, ali promjena može biti mala, nad nekim značajnim opsegom temperatura, za neke materijale.),
S - površina kroz koju toplina protječe (m2),
T - temperatura (K).
Gornja diferencijalna jednadžba, kad je integrirana za jednostavne linearne situacije, kada postoji ravnomjerno raspodijeljena temperatura duž jednakih površina savršeno izoliranih strana, daje brzinu toka topline između krajeva površine kao:
{\displaystyle {\frac {\Delta Q}{\Delta t}}=-kA{\frac {\Delta T}{\Delta x}}}
gdje je:
A - površina presječenog područja (m2),
{\displaystyle \Delta T} - temperaturna razlika između krajeva (K),
{\displaystyle \Delta x} - udaljenost među krajevima (m).

## Koeficijent prolaska toplineU
Koeficijent prolaska topline U [W/(m2 K)]iznosi:
{\displaystyle {\big .}U={\frac {k}{\Delta x}},\quad }
Fourierov zakon se može isto izraziti kao:
{\displaystyle {\big .}{\frac {\Delta Q}{\Delta t}}=UA\,(-\Delta T).}
Suprotna vrijednost koeficijentu prolaska topline je toplinski otpor, za kojeg vrijedi:
{\displaystyle {\big .}R={\frac {1}{U}}={\frac {\Delta x}{k}}={\frac {A\,(-\Delta T)}{\frac {\Delta Q}{\Delta t}}},\quad }
Toplinski otpor se koristi ako toplina prolazi kroz više slojeva materijala različitih fizikalnih svojstava. Tada vrijedi:
{\displaystyle {\big .}{\frac {1}{U}}={\frac {1}{U_{1}}}+{\frac {1}{U_{2}}}+{\frac {1}{U_{3}}}+\cdots }
Fourierov zakon za višeslojnu toplinsku izolaciju je:
{\displaystyle {\big .}{\frac {\Delta Q}{\Delta t}}={\frac {A\,(-\Delta T)}{{\frac {\Delta x_{1}}{k_{1}}}+{\frac {\Delta x_{2}}{k_{2}}}+{\frac {\Delta x_{3}}{k_{3}}}+\cdots }}.}

## Koeficijent toplinske vodljivosti za neke materijale
| Materijal                   | Koeficijent toplinske vodljivosti k [W/(m·K)] |
| --------------------------- | --------------------------------------------- |
| Silicijev aerogel           | 0,004 - 0,04                                  |
| Drveni ugljen               | 0,02                                          |
| Zrak                        | 0,025                                         |
| Poliuretanska pjena         | 0,025-0,035                                   |
| Stiropor                    | 0,035-0,040                                   |
| Drvo                        | 0,04 - 0,4                                    |
| Mineralna vuna              | 0,042                                         |
| Alkoholi i ulja             | 0,1 - 0,21                                    |
| Polipropilen                | 0,25                                          |
| Mineralna ulja              | 0,138                                         |
| Guma                        | 0,16                                          |
| Ukapljeni naftni plin       | 0,23 - 0,26                                   |
| Cement, Portland            | 0,29                                          |
| Epoksi smola (sa silicijem) | 0,30                                          |
| Epoksi smola (bez silicija) | 0,12 - 0,177                                  |
| Voda (tekuća)               | 0,6                                           |
| Toplinska mast              | 0,7 - 3                                       |
| Toplinska epoksi smola      | 1 - 7                                         |
| Staklo                      | 1,1                                           |
| Tlo                         | 1,5                                           |
| Beton, kamen                | 1,7                                           |
| Led (voda)                  | 2                                             |
| Pješčenjak                  | 2,4                                           |
| Živa                        | 8,3                                           |
| Nehrđajući čelik            | 12,11 ~ 45,0                                  |
| Olovo                       | 35,3                                          |
| Aluminij                    | 237 (čisti) 120—180 (legura)                  |
| Zlato                       | 318                                           |
| Bakar                       | 401                                           |
| Srebro                      | 429                                           |
| Dijamant                    | 900 - 2320                                    |
| Grafen                      | (4840±440) - (5300±480)                       |